# بخش مرکزی شهرستان عسلویه
بخش مرکزی، یکی از بخش‌های شهرستان عسلویه در استان بوشهر ایران است. مرکز این بخش، شهر بندر عسلویه است.

## تقسیمات کشوری
- بخش مرکزی شهرستان عسلویه
  - دهستان اخند
  - دهستان عسلویه

شهرها: نخل تقی، عسلویه و بیدخون

## جمعیت
بر پایه سرشماری عمومی نفوس و مسکن در سال ۱۳۹۵، جمعیت بخش مرکزی شهرستان عسلویه برابر با ۵۶٬۲۵۵ نفر بوده‌است.